# Positionsmarke (Recht)
Eine Positionsmarke ist im deutschen Markenrecht eine Form einer Marke („sonstige Markenform“, § 6 Nr. 6 und § 12 Abs. 1 Markenverordnung), die eine gleichbleibende Platzierung auf den markierten Waren beansprucht. Die Platzierung muss bei der Anmeldung der Marke in deren Beschreibung enthalten sein. Die Marke selbst kann eine Wortmarke, eine Bildmarke o. ä. sein.
Die Platzierung kann nicht dazu verwendet werden, um der Marke die zur Registrierung erforderliche Unterscheidungskraft zu verleihen.
Beispiel: Roter Streifen an der Unterseite des Absatzes in Schuhen der Marke Lloyd.